# Gunnar A. Sjögren
Gunnar A. Sjögren, född 1920 i Stockholm, död 1996, var en svensk reklamillustratör, tidningstecknare, ingenjör och författare och mångårig medarbetare på Saab Automobile. Sjögren var känd under signaturen "Gas".
Sjögren föddes i Stockholm 1920, men växte sedan upp i Umeå där hans passion för att teckna bilar, båtar, tåg och flygplan vaknade. När han var liten hade han med sig ett snöre för att mäta upp hjulbasen på de fina bilarna utanför Stadshotellet i Umeå.
Efter att ha avslutat sin skolgång i Umeå följde Tekniskt gymnasium i Örebro (Rudbecksgymnasiet) och den 1 december 1941 fick Sjögen anställning på General Motors Nordiska AB i Hammarbyhamnen, där han fick illustrera broschyrer och annonser. På sin fritid skrev han artiklar och gjorde teckningar för tidskrifterna Svensk Motortidning och Motor och 1954 blev Sjögren frilansande skribent och illustratör, främst åt tidningen Motor.
1959 flyttade Sjögren till Linköping där han fått anställning som reklamtecknare åt Saab. I mitten av 60-talet ersattes illustrationerna mer och mer av foton, men Sjögren avancerade till både illustratör och reklamchef på Saab.
Efter sammanslagningen med Scania 1969 flyttade Sjögren till Södertälje och 1972 vidare till Nyköping, som då blev huvudkontorets hemvist.
Sjögren är även känd för sina böcker.
- Tio miljoner Dodge under 50 år, 1965.
- Saab för Saab, 1976
- Bilar på Saabvis, 1983